# Hexafluorure de neptunium
L’hexafluorure de neptunium est un composé chimique de formule NpF6. Il s'agit d'un solide cristallisé orangé, volatil, fortement corrosif et radioactif. Il reste stable à l'air sec, mais réagit violemment avec l'eau. Dans des conditions de pression normales, il fond à 54,4 °C et s'évapore à 55,18 °C. C'est le seul composé du neptunium facilement obtenu sous forme gazeuse. On le produit généralement en faisant réagir du tétrafluorure de neptunium NpF4 avec du fluor F2.
Ses propriétés physiques le rendent intéressant pour séparer le neptunium des déchets nucléaires. Il est cependant assez difficile à manipuler en raison de sa nature corrosive.

## Production
On prépare l'hexafluorure de neptunium NpF6 par fluoration de tétrafluorure de neptunium NpF4 sous l'effet de fluor F2 à 500 °C :
NpF4 + F2 ⟶ NpF6.
En comparaison, l'hexafluorure d'uranium UF6 se forme assez rapidement à partir de tétrafluorure d'uranium UF4 à 300 °C tandis que l'hexafluorure de plutonium PuF6 ne se forme à partir de tétrafluorure de plutonium NpF4 qu'à 750 °C : ces différences permettent de séparer efficacement l'uranium, le neptunium et le plutonium.
Il est également possible de procéder à partir du trifluorure de neptunium NpF3 et de l'oxyde de neptunium(IV) NpO2 :
2 NpF3 + 3 F2 ⟶ 2 NpF6 ;
NpO2 + 3 F2 ⟶ NpF6 + O2.
Il est également possible d'employer des réactifs de fluoration plus énergiques tels que le trifluorure de brome BrF3 et le pentafluorure de brome BrF5. Ces réactions peuvent permettre de séparer le plutonium car le tétrafluorure de plutonium PuF4 ne réagit pas de la même manière,.
Le NpF4 et le NpO2 sont presque entièrement convertis en NpF6 par le difluorure de dioxygène O2F2. Ces réactions font intervenir des solides dans un gaz à température modérée ou dans le fluorure d'hydrogène liquide anhydre à −78 °C :
NpO2 + 3 O2F2 ⟶ NpF6 + 4 O2 ;
NpF4 + O2F2 ⟶ NpF6 + O2.
Ces températures de réaction sont sensiblement différentes des températures élevées de plus de 200 °C précédemment requises pour synthétiser l'hexafluorure de neptunium avec du fluor ou des fluorures d'halogène. Le fluorure de neptunyle NpO2F2 a été détecté par spectroscopie Raman comme intermédiaire dominant dans la réaction avec NpO2. La réaction directe du NpF4 avec l'O2F2 liquide a conduit en revanche à une décomposition vigoureuse de l'O2F2 sans donner de NpF6.

## Propriétés
L'hexafluorure de neptunium cristallise dans le système orthorhombique en formant un solide orangé qui fond à 54,4 °C et s'évapore à 55,18 °C à pression atmosphérique ; son point triple est à 55,10 °C sous 101 kPa. Sa structure cristalline appartient au groupe d'espace Pnma (no 62) avec pour paramètres cristallins a = 990,9 pm, b = 899,7 pm, c = 520,2 pm et Z = 4. À l'état gazeux, la molécule NpF6 adopte une géométrie octaédrique de symétrie Oh avec des longueurs de liaisons Np–F uniformes de 198,1 pm. La volatilité du NpF6 est semblable à celle de l'UF6 et du PuF6. L'hexafluorure de neptunium est paramagnétique, avec une susceptibilité magnétique de 165 × 10−6 cm3/mol,.
L'hexafluorure de neptunium est stable au contact de l'air sec mais réagit vigoureusement au contact de l'eau, y compris de l'humidité atmosphérique, pour former du fluorure de neptunyle NpO2F2 soluble et de l'acide fluorhydrique HF :
NpF6 + 2 H2O ⟶ NpO2F2 + 4 HF.
Il peut être stocké à température ambiante dans une ampoule en verre de quartz ou en pyrex du moment qu'on en a éliminé toute trace d'humidité, toute inclusion de gaz dans le verre et tout résidu de fluorure d'hydrogène. Le PuF6 et le NpF6 sont tous deux photosensibles et se décomposent en F2 et respectivement en PuF4 et NpF4.
L'hexafluorure de neptunium forme des complexes avec les fluorures de métaux alcalins : il forme du CsNpF6 à 25 °C avec le fluorure de césium CsF et réversiblement du Na3NpF8 avec le fluorure de sodium NaF. Dans les deux cas, le neptunium est réduit en Np(V) :
NpF6 + CsF ⟶ CsNpF6 + 1/2 F2 ;
NpF6 + 3 NaF ⟶ Na3NpF8 + 1/2 F2.
En présence de trifluorure de chlore ClF3 comme solvant et à basse température, des indications suggèrent l'existence d'un complexe instable de Np(IV).

## Applications
L'irradiation du combustible nucléaire à l'intérieur des réacteurs produit à la fois des produits de fission et des transuraniens, dont le neptunium et le plutonium. La sépération de ces éléments est une étape essentielle du traitement du combustible nucléaire usé et l'hexafluorure de neptunium NpF6 intervient dans la séparation du neptunium d'avec l'uranium et le plutonium.
L'extraction de l'uranium, qui représente 95 % de la masse du combustible nucléaire usé, implique que ce dernier soit préalablement réduit en poudre afin de permettre la fluoration directe en présence de fluor F2. Les fluorures volatils qui en résultent — essentiellement de l'UF6 avec de petites quantités de NpF6 — sont facilement extraits des fluorures non volatils des autres produits de fission, comme le tétrafluorure de plutonium PuF4, le fluorure d'américium(III) (en) AmF3 et le fluorure de curium(III) (en) CmF3. le mélange d'UF6 et de NpF6 est ensuite réduit sélectivement par du fluorure de cobalt(II) CoF2 granulé, qui convertit NpF6 en NpF4 mais ne réagit pas avec l'UF6, en employant des températures de 93 à 204 °C.
Une autre méthode consiste à utiliser du fluorure de magnésium MgF2, sur lequel le fluorure de neptunium est sorbé à 60-70 % mais pas le fluorure d'uranium.